# Кубок Південної Кореї з футболу 2022
Кубок Південної Кореї з футболу 2022 — 27-й розіграш головного кубкового футбольного турніру у Південній Кореї. Титул володаря кубка вп'яте здобув Чонбук Хьонде Моторс.

## Календар
| Раунд        | Дата              | Матчі | Клуби   |
| ------------ | ----------------- | ----- | ------- |
| Перший раунд | 19-20 лютого 2022 | 16    | 60 → 44 |
| Другий раунд | 9 березня 2022    | 16    | 44 → 28 |
| Третій раунд | 27 квітня 2022    | 12    | 28 → 16 |
| 1/8 фіналу   | 25 травня 2022    | 8     | 16 → 8  |
| 1/4 фіналу   | 29 червня 2022    | 4     | 8 → 4   |
| 1/2 фіналу   | 5 жовтня 2022     | 2     | 4 → 2   |
| Фінал        | 27/30 жовтня 2022 | 2     | 2 → 1   |

## 1/8 фіналу
| Команда 1              | Рахунок      | Команда 2                          |
| ---------------------- | ------------ | ---------------------------------- |
| 25 травня 2022         |              |                                    |
| Чонбук Хьонде Моторс   | 1:0          | Ульсан Сітізен (3)                 |
| Сувон Самсунг Блювінгз | 2:0          | Канвон                             |
| Теджон Кораїл (3)      | 3:3 пен. 4:5 | Тегу                               |
| Пхохан Стілерс         | 2:1          | Соннам                             |
| Кьоннам (2)            | 0:2          | Ульсан Хьонде                      |
| Пучхон 1995 (2)        | 2:1          | Кванджу (2)                        |
| Чоннам Дрегонз (2)     | 2:2 пен. 4:5 | Пусан Транспоррейшн Корпорейшн (3) |
| Сеул                   | 2:1          | Чеджу Юнайтед                      |

## 1/4 фіналу
| Команда 1                          | Рахунок      | Команда 2              |
| ---------------------------------- | ------------ | ---------------------- |
| 29 червня 2022                     |              |                        |
| Чонбук Хьонде Моторс               | 3:0          | Сувон Самсунг Блювінгз |
| Тегу                               | 3:2          | Пхохан Стілерс         |
| Ульсан Хьонде                      | 1:1 пен. 6:5 | Пучхон 1995 (2)        |
| Пусан Транспоррейшн Корпорейшн (3) | 0:3          | Сеул                   |

## 1/2 фіналу
| Команда 1     | Рахунок | Команда 2            |
| ------------- | ------- | -------------------- |
| 5 жовтня 2022 |         |                      |
| Тегу          | 0:1     | Сеул                 |
| Ульсан Хьонде | 1:2     | Чонбук Хьонде Моторс |

## Фінал

### Перший матч
| 27 жовтня 2022 13:00 UTC+3 |

| Сеул                        | 2:2      | Чонбук Хьонде Моторс              |
| --------------------------- | -------- | --------------------------------- |
| Кі Сон Йон 3' Чо Йон Ук 38' | Протокол | Барроу 43' Чо Гю Сон 45+2' (пен.) |

| Стадіон «Чемпіона світу з футболу», Сеул Глядачів: 14 705 Арбітр: Чон Тон Сік |

### Повторний матч
| 30 жовтня 2022 07:00 UTC+2 |

| Чонбук Хьонде Моторс            | 3:1      | Сеул            |
| ------------------------------- | -------- | --------------- |
| Барроу 11' Чо Гю Сон 45+1', 90' | Протокол | Пак Тон Чін 69' |

| Стадіон «Чемпіона світу з футболу», Чонджу Глядачів: 17 427 Арбітр: Сін Юн Чон |